# Боб Тийл
Боб Тийл (на английски: Bob Thiele) е американски музикален продуцент, който работи върху поредица от класически джаз албуми и звукозаписни компании.
Роден е в Шийпшед Бей, Бруклин, Ню Йорк, на 27 юли 1922 г. Той се разпорежда с джаз радиопредаване, когато е на 14 години. Свири на кларинет и ръководи бенд в очертанията на Ню Йорк. На 17 години основава Сигничър Рекърдс и записва много величия в джаза, включително Лестър Йънг, Ерол Гарнър, и Колман Хокинс (1943 г.). Сигничър е преустановен през 1948 г., и той се включва в редиците на Дека Рекърдс (1952 г.), като управлява подразделението Корал Рекърдс. Съпругата му е певицата Тереза Брюър, с която се среща и продуцира по време на работата си в Дека, през 50-те.
Поема ръководството на Импулс Рекърдс в периода 1961-69 г., след като основателят му Крийд Тейлър се заема с Върв Рекърдс. Най-добре позната в Импулс е връзката му с Джон Колтрейн, но записва и с други творци като Чарлз Мингъс, Дизи Гилеспи, Сони Ролинс, Арчи Шеп, и Албърт Ейлър, както и други. Неговата най-хитова песен е What a Wonderful World с Луис Армстронг, която пише заедно с Джордж Дейвид Уайс. Според мемоарите на Тийл, звукозаписната сесия за днешния хит е трибуна на голямо стълкновение с президента на Ей-Би-Си Рекърдс, Лери Нютън, който бива заключен в студиото след разгорещен спор с Тийл по отношение на песента. What a Wonderful World е приписвана на Джордж Дъглас или Стенли Клейтън. Това са псевдоними, които Тийл използва, които са взети от чичовците му Стенли, Клейтън, Джордж и Дъглас.
В края на 60-те, Тийл често е използван, за да продуцира творци на лейбъла Блусуей Рекърдс. Той продуцира албумите, които извеждат Би Би Кинг в коридорите на популярната музика, като сред тях се открояват Lucille (1967), Live and Well (1968), и Completely Well (1969), последният най-добре продаван продукт на Кинг в кариерата му дотогава. Той също така продуцира записи с Блусуей с Джон Лий Хукър, Ти Боун Уокър и други.
След 7 години в Ей-Би-Си, майката на Импулс, Тийл сформира собствена компания, наречена Флаин Дъчмен Продъкшънс, появила се през 1968 г. Тийл по-късно формира собствения си музикален лейбъл, Флаин Дъчмен Рекърдс, който сега е част от Сони Мюзик Ентъртейнмънт. По-късно в кариерата си, Тийл сформира Ред Барън Рекърдс, които издават много албуми на компактдиск, включително три от Боб Тийл Кълектив, всеки с „все-звезден“ състав, който Тийл собственоръчно сглобява и продуцира. През 1995 г. издава мемоарите си, озаглавени „Какъв прекрасен свят“.
Тийл е активен в бизнеса до пределите си, като пише песента You, която е записана от Бони Райт и която се появява на албума от 1994 г. Longing in Their Hearts.